# Lista de municípios fronteiriços do Brasil
Esta é uma lista geral dos municípios brasileiros que fazem fronteira com um ou dois países da América do Sul, totalizando 121 localidades (2,19% do total nacional) em 11 Estados diferentes. Oito desses Estados possuem, ainda, ao menos um município bifronteiriço, maioria deles na Região Norte. Em números absolutos, Rio Grande do Sul detém a maior quantidade de municípios fronteiriços (29 ou 23,77% do total), enquanto Amapá possui a menor quantidade (2 ou 1,64% do total). Em quantidades proporcionais, o maior número de municípios fronteiriços pertence ao Acre (77,27% de seus municípios) e o menor número é do Pará (2,08% de seus municípios). A Região Sul possui a maior quantidade de municípios: 56 (45,90% do total) e a Região Centro-Oeste a menor: 17 municípios (13,93% do total). Apenas uma capital (Porto Velho) faz parte desta lista.
Curiosamente, dois desses municípios também são litorâneos: Oiapoque (AP) e Santa Vitória do Palmar (RS). Outros oito são cortados pela linha do Equador (44,44%) e apenas um (Coronel Sapucaia) pela linha imaginária do Trópico de Capricórnio (1,64%).

## Galeria de fotos

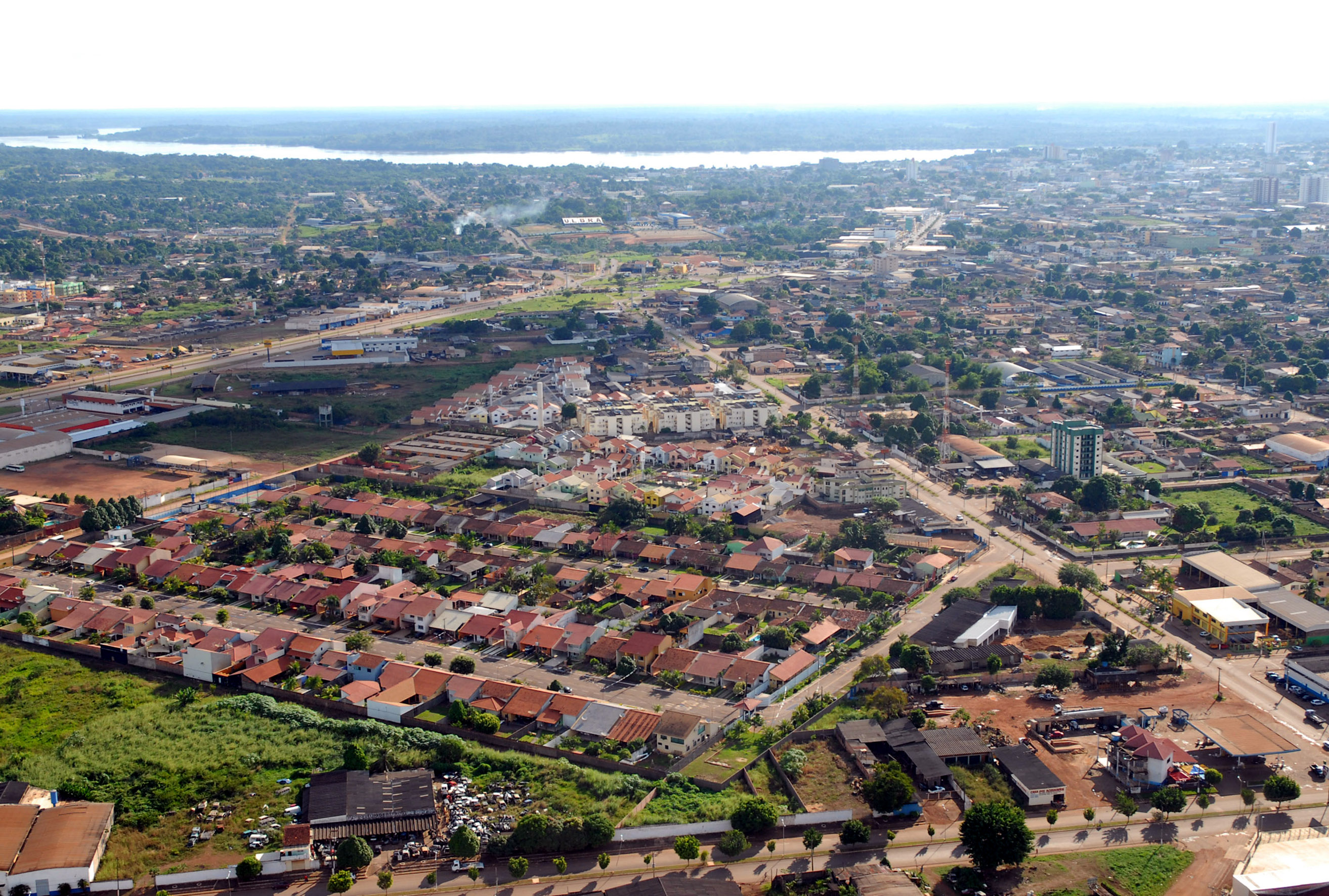
Porto Velho
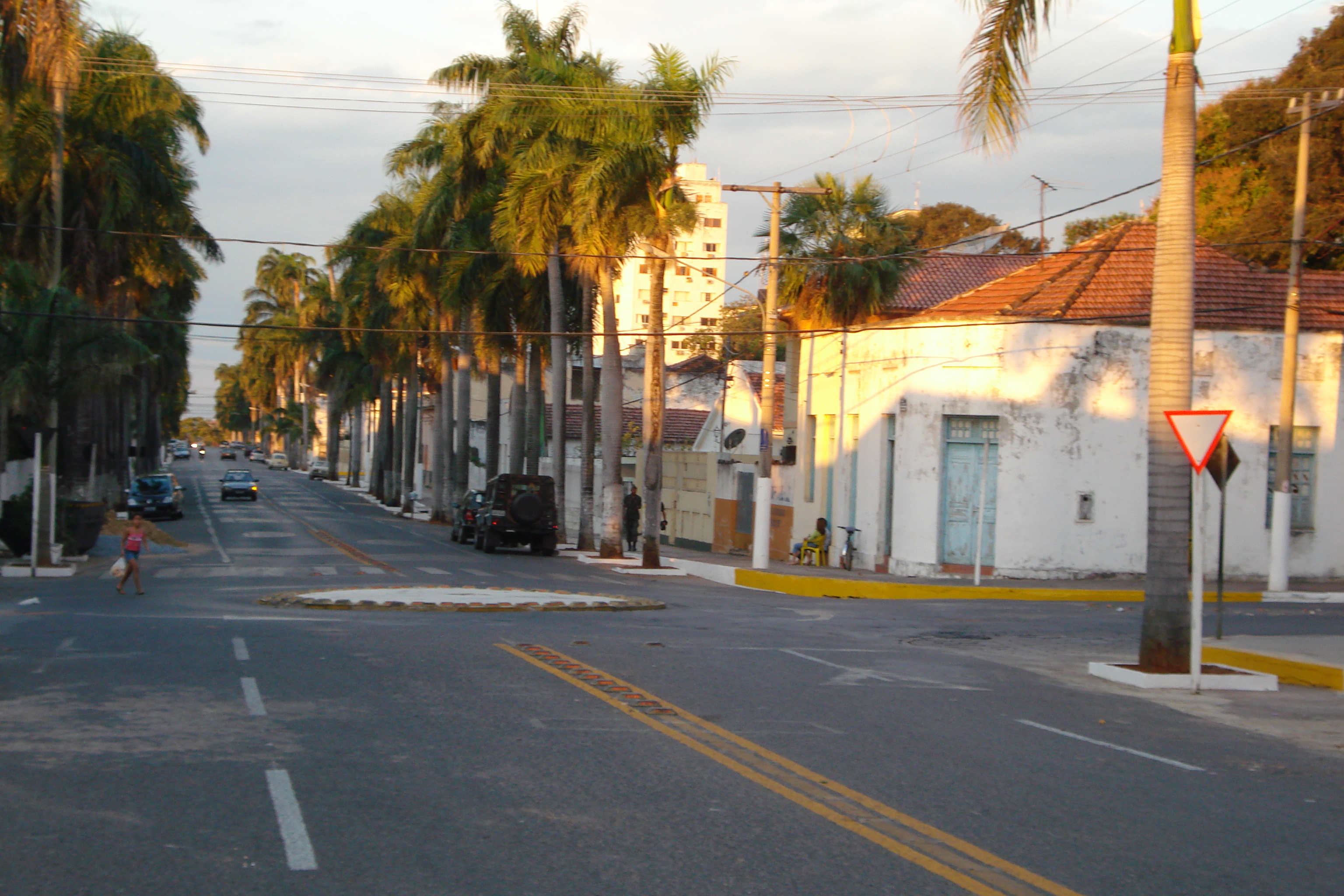
Corumbá
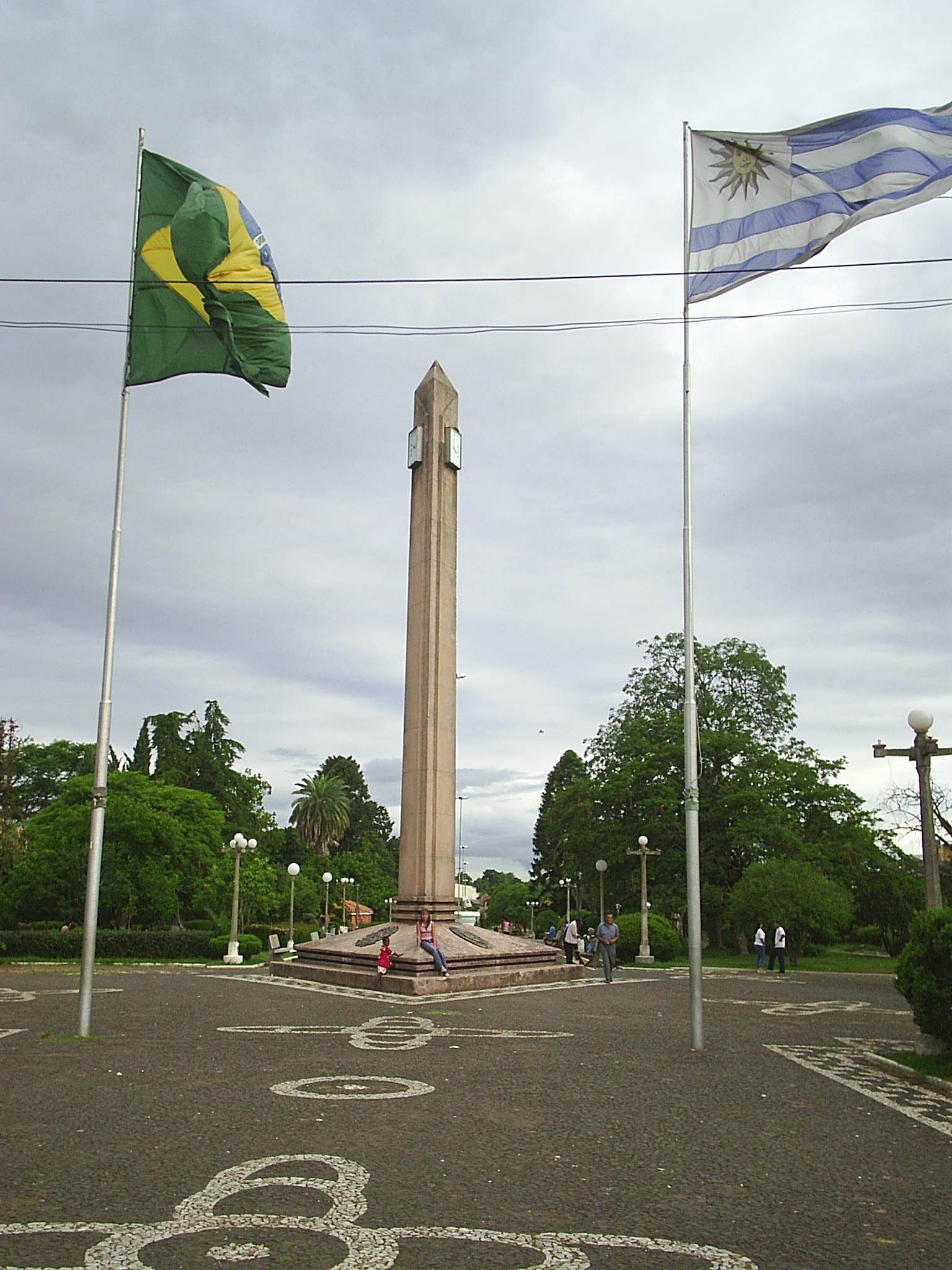
Sant'Ana do Livramento
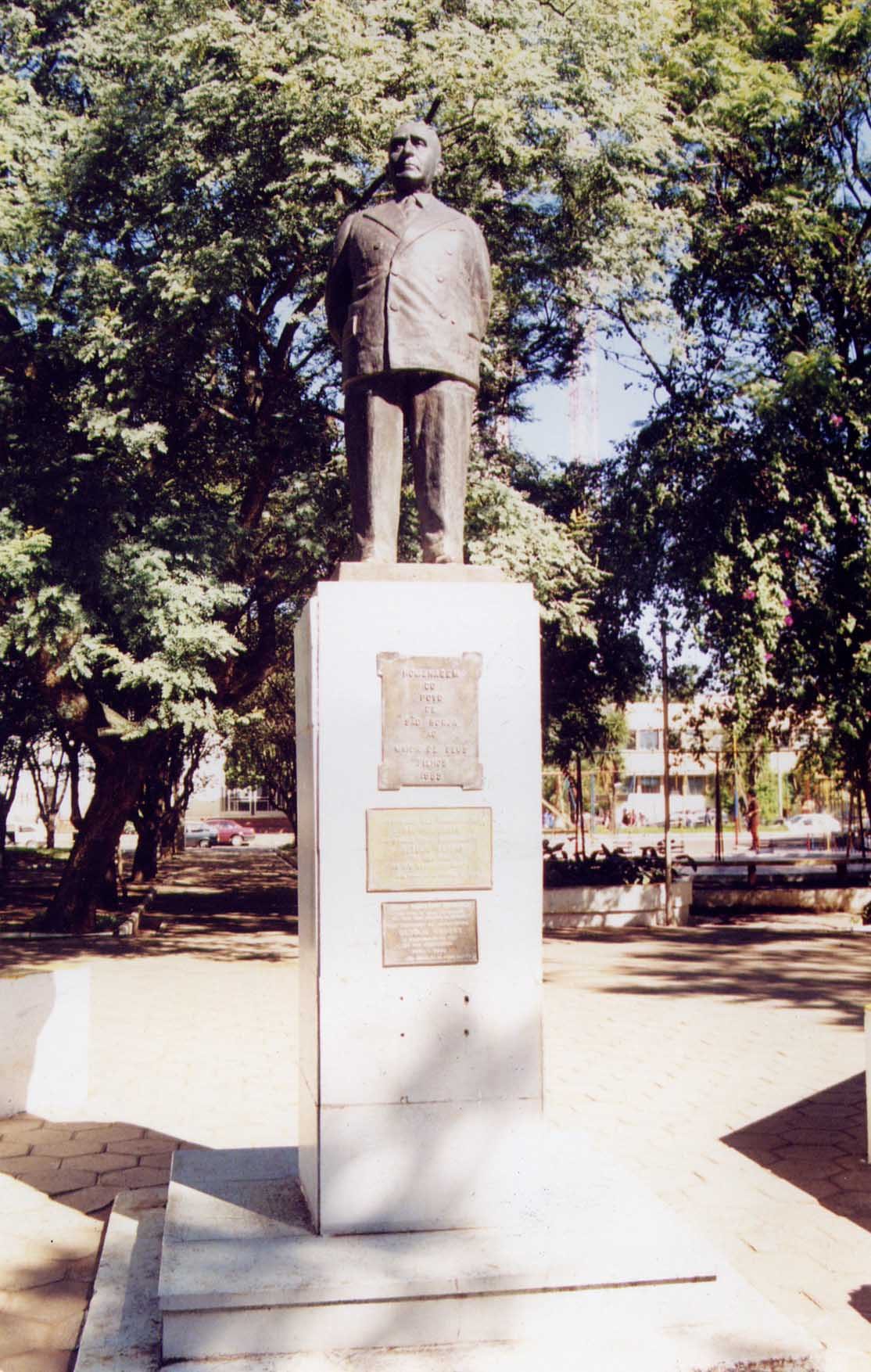
São Borja
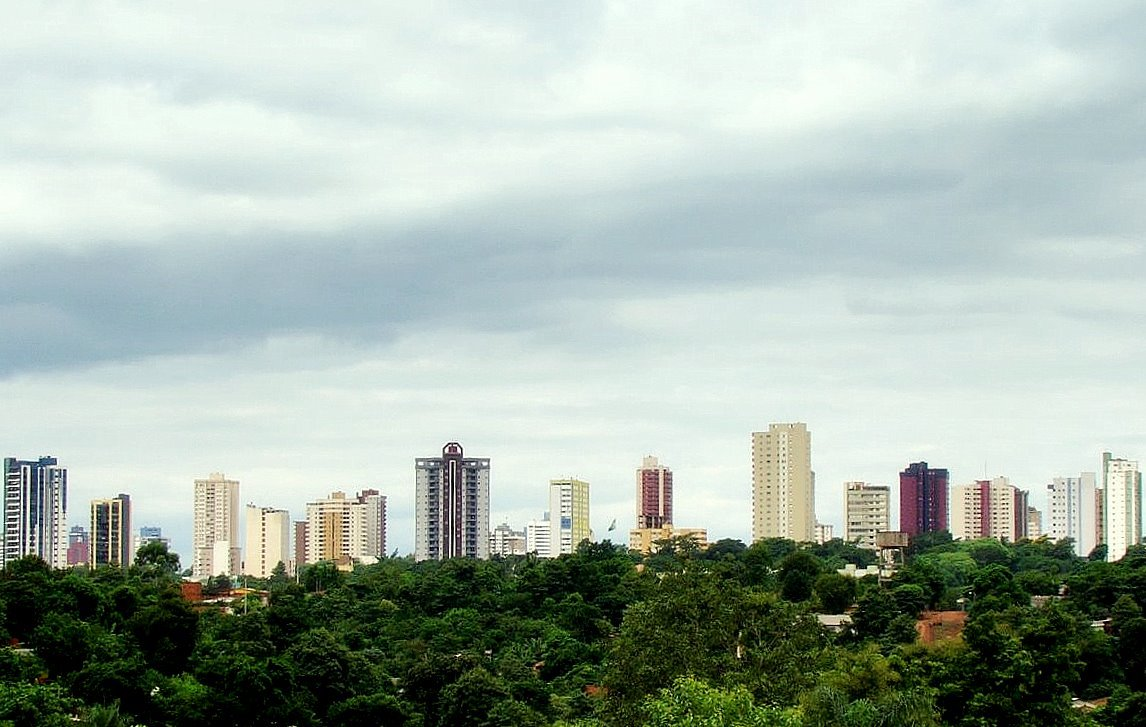
Foz do Iguaçu
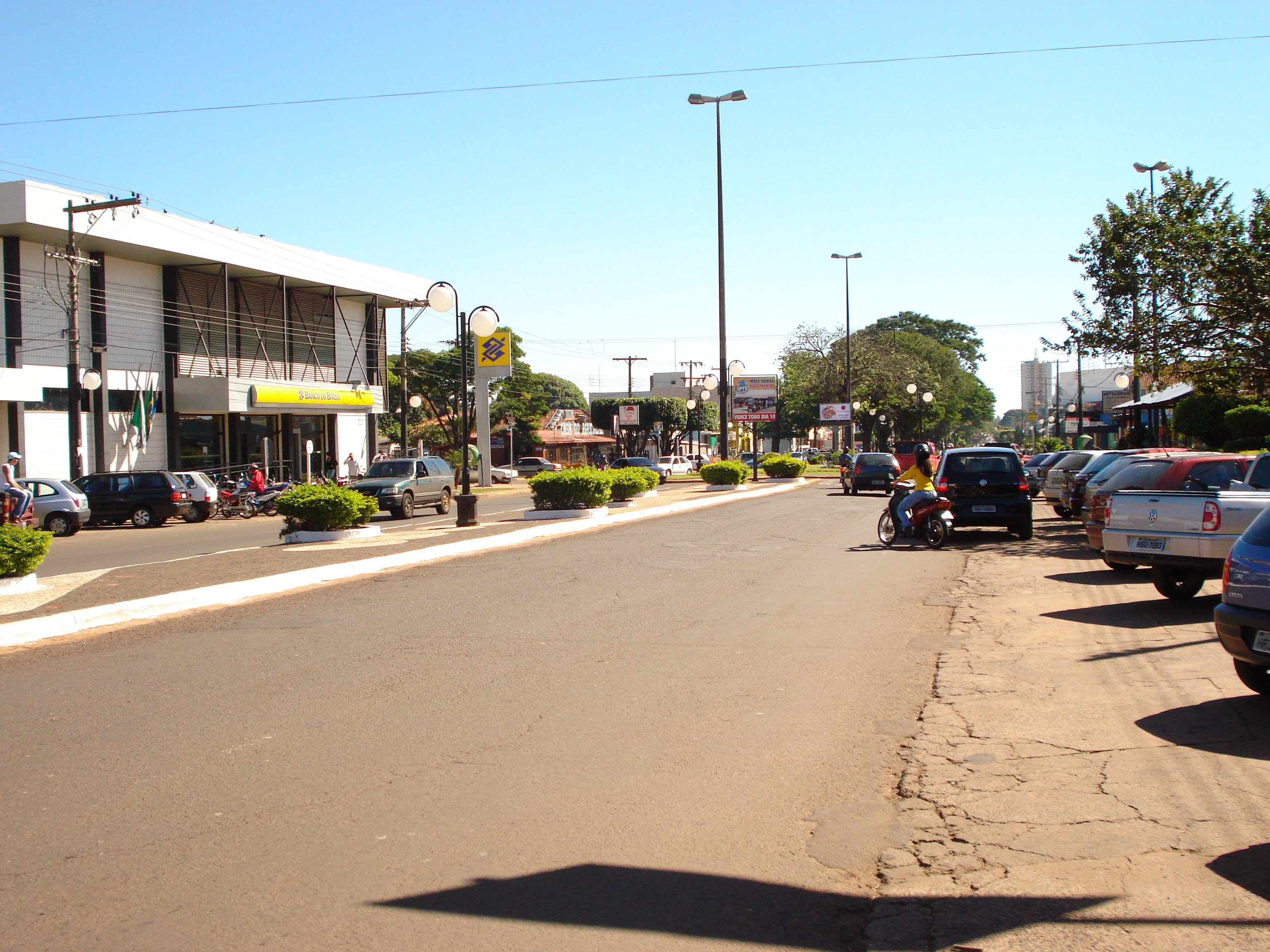
Ponta Porã
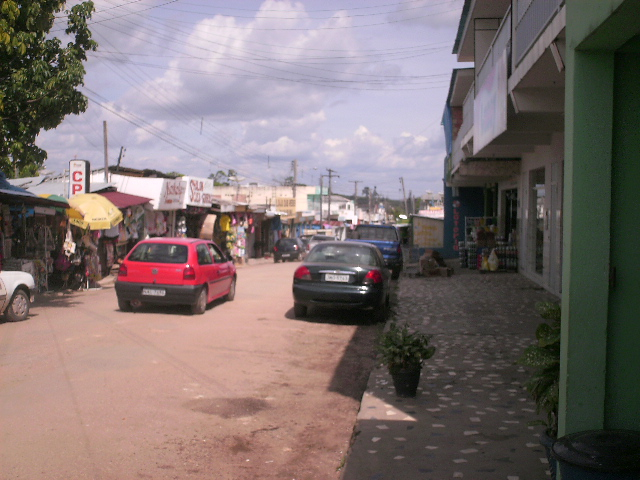
Pacaraima
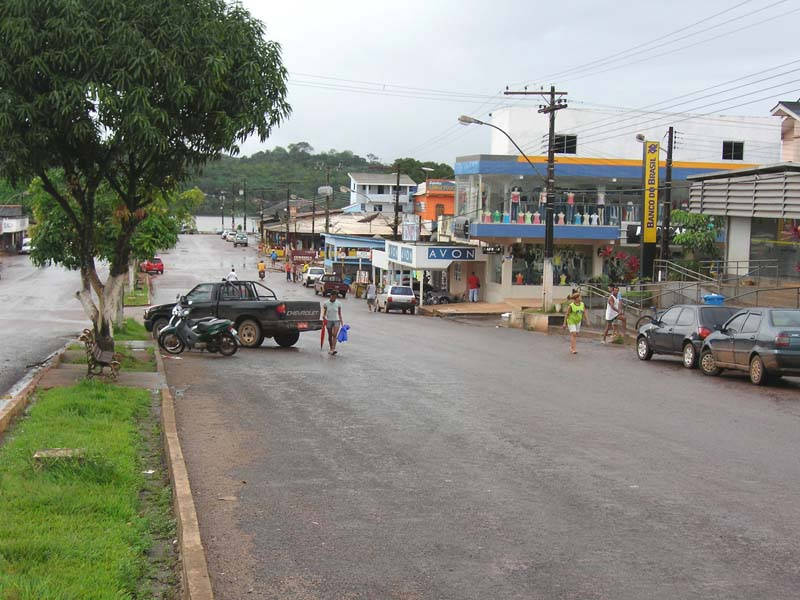
Oiapoque
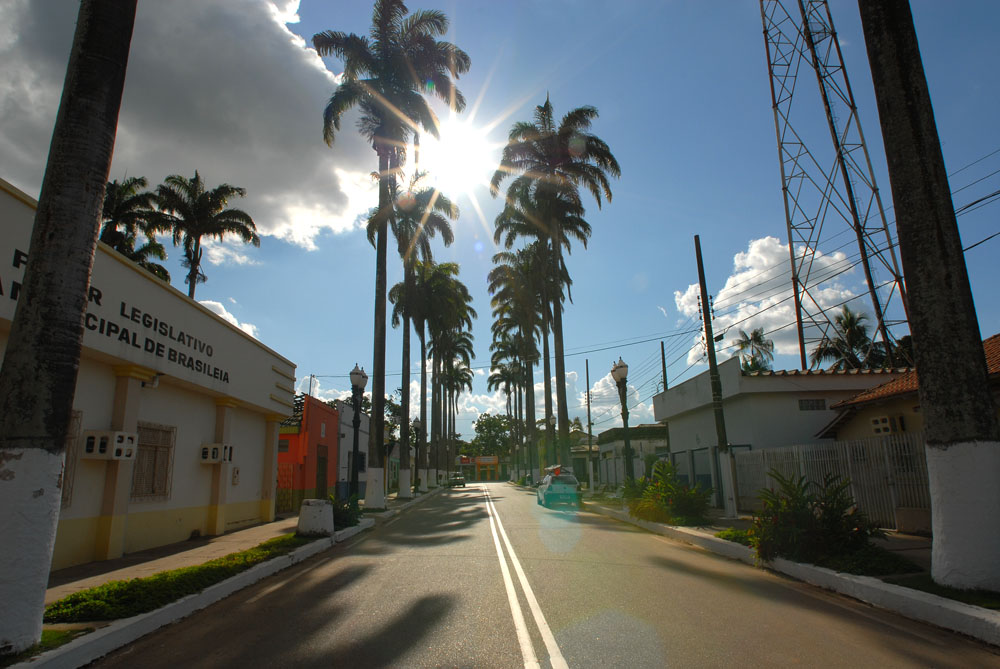
Brasiléia
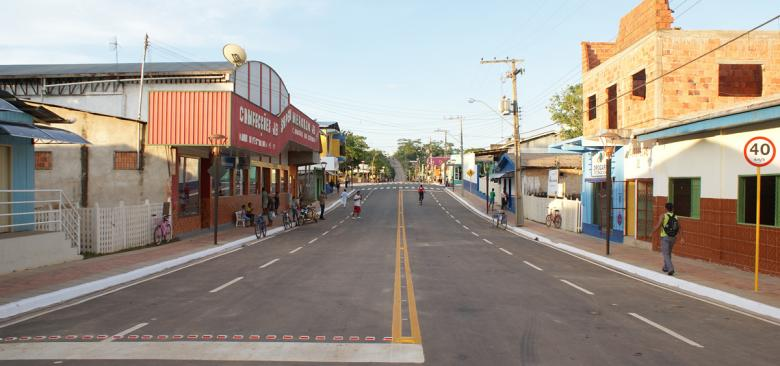
Assis Brasil
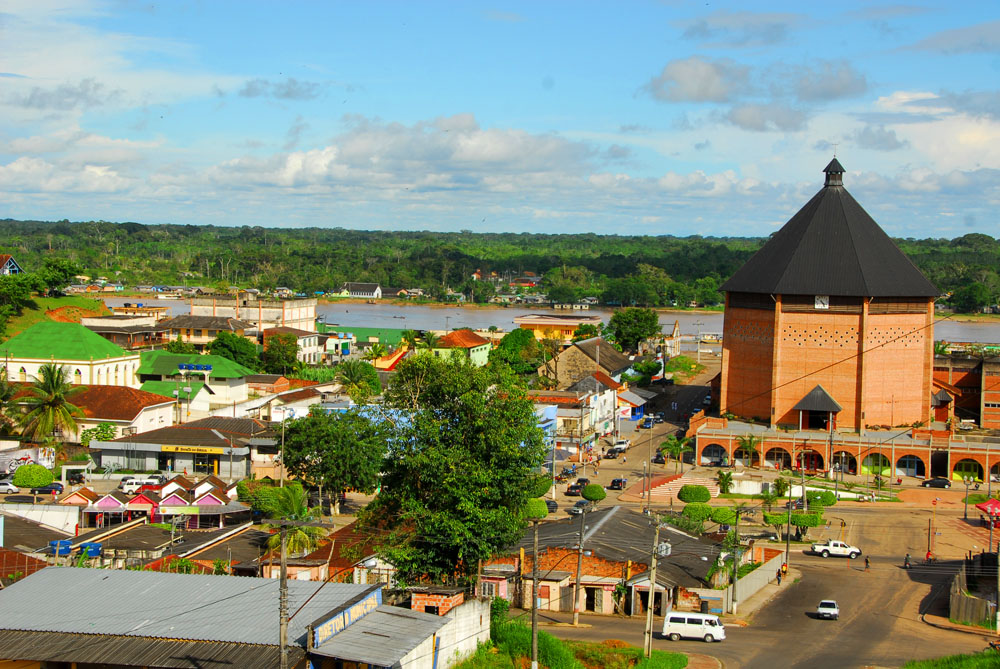
Cruzeiro do Sul
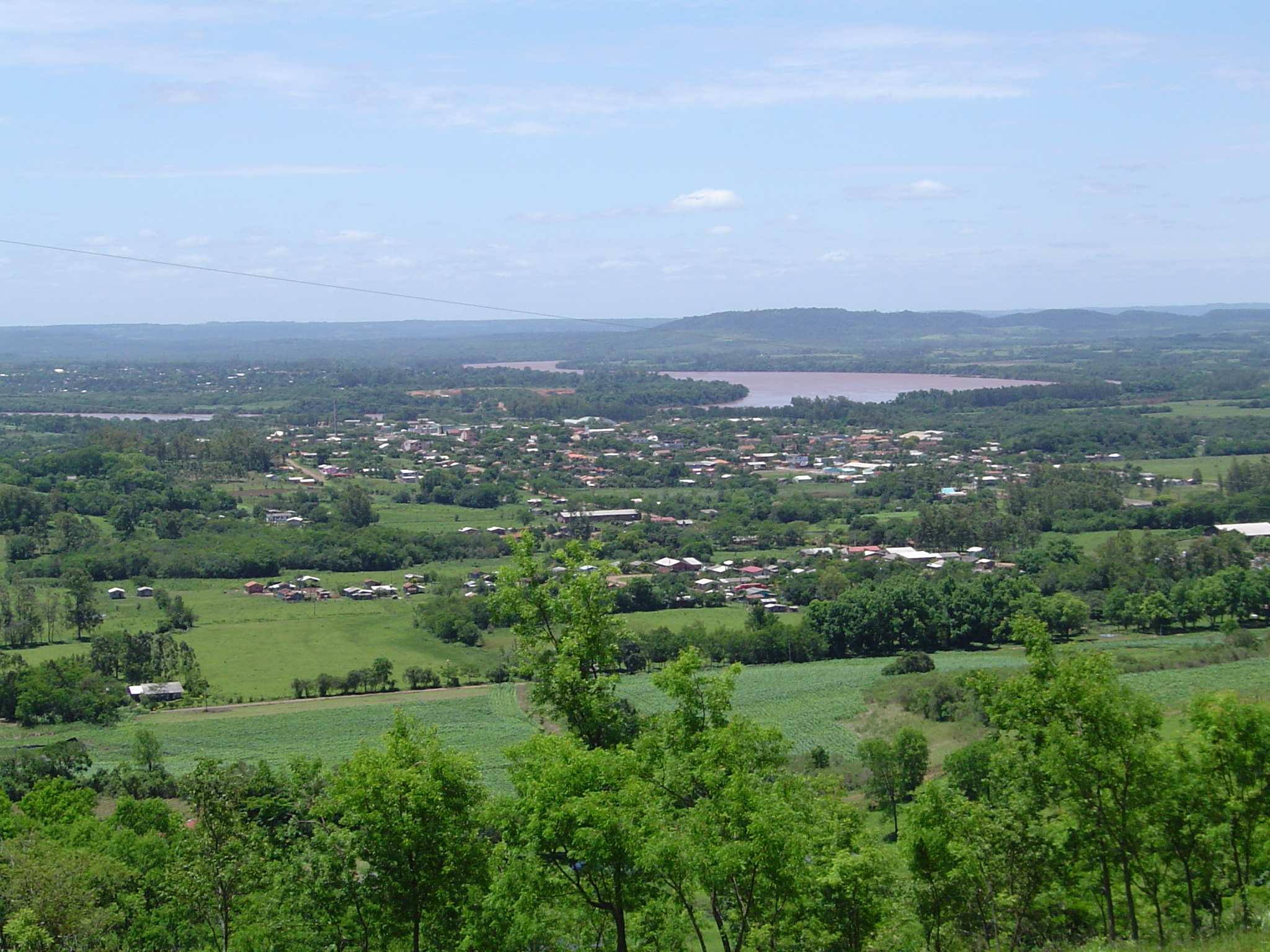
Porto Xavier

## Tipos de fronteiras

### Bifronteiriços
| Município                    | Estado             | Países fronteiriços  |
| ---------------------------- | ------------------ | -------------------- |
| 1 - Assis Brasil             | Acre               | Bolívia e Peru       |
| 2 - Atalaia do Norte         | Amazonas           | Colômbia e Peru      |
| 3 - Barra do Quaraí          | Rio Grande do Sul  | Argentina e Uruguai  |
| 4 - Corumbá                  | Mato Grosso do Sul | Bolívia e Paraguai   |
| 5 - Foz do Iguaçu            | Paraná             | Argentina e Paraguai |
| 6 - Laranjal do Jari         | Amapá              | França e Suriname    |
| 7 - Oriximiná                | Pará               | Guiana e Suriname    |
| 8 - São Gabriel da Cachoeira | Amazonas           | Colômbia e Venezuela |
| 9 - Uiramutã                 | Roraima            | Guiana e Venezuela   |
| 10 - Uruguaiana              | Rio Grande do Sul  | Argentina e Uruguai  |

### Fronteira simples
| Município                              | Estado             | País fronteiriço |
| -------------------------------------- | ------------------ | ---------------- |
| 1 - Aceguá                             | Rio Grande do Sul  | Uruguai          |
| 2 - Acrelândia                         | Acre               | Bolívia          |
| 3 - Alecrim                            | Rio Grande do Sul  | Argentina        |
| 4 - Almeirim                           | Pará               | Suriname         |
| 5 - Alta Floresta d'Oeste              | Rondônia           | Bolívia          |
| 6 - Alto Alegre                        | Roraima            | Venezuela        |
| 7 - Alto Alegre dos Parecis            | Rondônia           | Bolívia          |
| 8 - Amajari                            | Roraima            | Venezuela        |
| 9 - Antônio João                       | Mato Grosso do Sul | Paraguai         |
| 10 - Aral Moreira                      | Mato Grosso do Sul | Paraguai         |
| 11 - Bagé                              | Rio Grande do Sul  | Uruguai          |
| 12 - Bandeirante                       | Santa Catarina     | Argentina        |
| 13 - Barcelos                          | Amazonas           | Venezuela        |
| 14 - Barracão                          | Paraná             | Argentina        |
| 15 - Bela Vista                        | Mato Grosso do Sul | Paraguai         |
| 16 - Belmonte                          | Santa Catarina     | Argentina        |
| 17 - Benjamin Constant                 | Amazonas           | Colômbia         |
| 18 - Bom Jesus do Sul                  | Paraná             | Argentina        |
| 19 - Bonfim                            | Roraima            | Guiana           |
| 20 - Cabixi                            | Rondônia           | Bolívia          |
| 21 - Cáceres                           | Mato Grosso        | Bolívia          |
| 22 - Capanema                          | Paraná             | Argentina        |
| 23 - Capixaba                          | Acre               | Bolívia          |
| 24 - Caracaraí                         | Roraima            | Guiana           |
| 25 - Caracol                           | Mato Grosso do Sul | Paraguai         |
| 26 - Caroebe                           | Roraima            | Guiana           |
| 27 - Chuí                              | Rio Grande do Sul  | Uruguai          |
| 28 - Comodoro                          | Mato Grosso        | Bolívia          |
| 29 - Coronel Sapucaia                  | Mato Grosso do Sul | Paraguai         |
| 30 - Costa Marques                     | Rondônia           | Bolívia          |
| 31 - Crissiumal                        | Rio Grande do Sul  | Argentina        |
| 32 - Cruzeiro do Sul                   | Acre               | Peru             |
| 33 - Derrubadas                        | Rio Grande do Sul  | Argentina        |
| 34 - Dionísio Cerqueira                | Santa Catarina     | Argentina        |
| 35 - Dom Pedrito                       | Rio Grande do Sul  | Uruguai          |
| 36 - Doutor Maurício Cardoso           | Rio Grande do Sul  | Argentina        |
| 37 - Entre Rios do Oeste               | Paraná             | Paraguai         |
| 38 - Epitaciolândia                    | Acre               | Bolívia          |
| 39 - Esperança do Sul                  | Rio Grande do Sul  | Argentina        |
| 40 - Feijó                             | Acre               | Peru             |
| 41 - Garruchos                         | Rio Grande do Sul  | Argentina        |
| 42 - Guaíra                            | Paraná             | Paraguai         |
| 43 - Guajará                           | Amazonas           | Peru             |
| 44 - Guajará-Mirim                     | Rondônia           | Bolívia          |
| 45 - Guaraciaba                        | Santa Catarina     | Argentina        |
| 46 - Herval                            | Rio Grande do Sul  | Uruguai          |
| 47 - Iracema                           | Roraima            | Venezuela        |
| 48 - Itaipulândia                      | Paraná             | Paraguai         |
| 49 - Itapiranga                        | Santa Catarina     | Argentina        |
| 50 - Itaqui                            | Rio Grande do Sul  | Argentina        |
| 51 - Jaguarão                          | Rio Grande do Sul  | Uruguai          |
| 52 - Japorã                            | Mato Grosso do Sul | Paraguai         |
| 53 - Japurá                            | Amazonas           | Colômbia         |
| 54 - Jordão                            | Acre               | Peru             |
| 55 - Mâncio Lima                       | Acre               | Peru             |
| 56 - Manoel Urbano                     | Acre               | Peru             |
| 57 - Marechal Cândido Rondon           | Paraná             | Paraguai         |
| 58 - Marechal Thaumaturgo              | Acre               | Peru             |
| 59 - Mercedes                          | Paraná             | Paraguai         |
| 60 - Mundo Novo                        | Mato Grosso do Sul | Paraguai         |
| 61 - Normandia                         | Roraima            | Guiana           |
| 62 - Nova Mamoré                       | Rondônia           | Bolívia          |
| 63 - Novo Machado                      | Rio Grande do Sul  | Argentina        |
| 64 - Óbidos                            | Pará               | Suriname         |
| 65 - Oiapoque                          | Amapá              | França           |
| 66 - Pacaraima                         | Roraima            | Venezuela        |
| 67 - Paraíso                           | Santa Catarina     | Argentina        |
| 68 - Paranhos                          | Mato Grosso do Sul | Paraguai         |
| 69 - Pato Bragado                      | Paraná             | Paraguai         |
| 70 - Pedras Altas                      | Rio Grande do Sul  | Uruguai          |
| 71 - Pérola d'Oeste                    | Paraná             | Argentina        |
| 72 - Pimenteiras do Oeste              | Rondônia           | Bolívia          |
| 73 - Pirapó                            | Rio Grande do Sul  | Argentina        |
| 74 - Plácido de Castro                 | Acre               | Bolívia          |
| 75 - Planalto                          | Paraná             | Argentina        |
| 76 - Poconé                            | Mato Grosso        | Bolívia          |
| 77 - Ponta Porã                        | Mato Grosso do Sul | Paraguai         |
| 78 - Porto Esperidião                  | Mato Grosso        | Bolívia          |
| 79 - Porto Lucena                      | Rio Grande do Sul  | Argentina        |
| 80 - Porto Mauá                        | Rio Grande do Sul  | Argentina        |
| 81 - Porto Murtinho                    | Mato Grosso do Sul | Paraguai         |
| 82 - Porto Velho                       | Rondônia           | Bolívia          |
| 83 - Porto Vera Cruz                   | Rio Grande do Sul  | Argentina        |
| 84 - Porto Walter                      | Acre               | Peru             |
| 85 - Porto Xavier                      | Rio Grande do Sul  | Argentina        |
| 86 - Pranchita                         | Paraná             | Argentina        |
| 87 - Princesa                          | Santa Catarina     | Argentina        |
| 88 - Quaraí                            | Rio Grande do Sul  | Uruguai          |
| 89 - Rodrigues Alves                   | Acre               | Peru             |
| 90 - Roque Gonzales                    | Rio Grande do Sul  | Argentina        |
| 91 - Santa Helena                      | Paraná             | Paraguai         |
| 92 - Santa Helena                      | Santa Catarina     | Argentina        |
| 93 - Santa Isabel do Rio Negro         | Amazonas           | Venezuela        |
| 94 - Santa Rosa do Purus               | Acre               | Peru             |
| 95 - Santa Vitória do Palmar           | Rio Grande do Sul  | Uruguai          |
| 96 - Sant'Ana do Livramento            | Rio Grande do Sul  | Uruguai          |
| 97 - Santo Antônio do Içá              | Amazonas           | Colômbia         |
| 98 - Santo Antônio do Sudoeste         | Paraná             | Argentina        |
| 99 - São Borja                         | Rio Grande do Sul  | Argentina        |
| 100 - São Francisco do Guaporé         | Rondônia           | Bolívia          |
| 101 - São José do Cedro                | Santa Catarina     | Argentina        |
| 102 - São Miguel do Iguaçu             | Paraná             | Argentina        |
| 103 - São Nicolau                      | Rio Grande do Sul  | Argentina        |
| 104 - Sena Madureira                   | Acre               | Peru             |
| 105 - Serranópolis do Iguaçu           | Paraná             | Argentina        |
| 106 - Sete Quedas                      | Mato Grosso do Sul | Paraguai         |
| 107 - Tabatinga                        | Amazonas           | Colômbia         |
| 108 - Tiradentes do Sul                | Rio Grande do Sul  | Argentina        |
| 109 - Tunápolis                        | Santa Catarina     | Argentina        |
| 110 - Vila Bela da Santíssima Trindade | Mato Grosso        | Bolívia          |
| 111 - Xapuri                           | Acre               | Bolívia          |

## Por critério socioeconômico
Lista dos municípios fronteiriços do Brasil em ordem alfabética, baseada em informações socioeconômicas.
| Município                              | Estado             | Área territorial | População (IBGE/2007) | Densidade demográfica (hab/km2) | PIB (IBGE/2005 | PIB per capita (R$) | IDH/2000 |
| -------------------------------------- | ------------------ | ---------------- | --------------------- | ------------------------------- | -------------- | ------------------- | -------- |
| 1 – Aceguá                             | Rio Grande do Sul  | 1550             | 4138                  | 2,66                            | 71.638.000     | 17.266              | ni       |
| 2 – Acrelândia                         | Acre               | 1575             | 11520                 | 7,31                            | 114.350.000    | 9.986               | 0,680    |
| 3 – Alecrim                            | Rio Grande do Sul  | 315              | 7357                  | 23,35                           | 44.373.000     | 5.944               | 0,743    |
| 4 – Almeirim                           | Pará               | 72960            | 30903                 | 0,42                            | 462.258.000    | 13.485              | 0,745    |
| 5 – Alta Floresta d'Oeste              | Rondônia           | 7067             | 23857                 | 3,37                            | 186.812.000    | 6.525               | 0,715    |
| 6 - Alto Alegre                        | Roraima            | 25567            | 14386                 | 0,56                            | 115.786.000    | 5.239               | 0,662    |
| 7 - Alto Alegre dos Parecis            | Rondônia           | 3959             | 11615                 | 2,93                            | 90.226.000     | 6.001               | ni       |
| 8 - Amajari                            | Roraima            | 28472            | 7586                  | 0,26                            | 31897          | 5.240.000           | 0,654    |
| 9 - Antônio João                       | Mato Grosso do Sul | 1144             | 8350                  | 7,29                            | 39.989.000     | 5.067               | 0,702    |
| 10 - Aral Moreira                      | Mato Grosso do Sul | 1656             | 9236                  | 5,57                            | 105.697.000    | 13 132              | 0,723    |
| 11 - Assis Brasil                      | Acre               | 2876             | 5351                  | 1,86                            | 30.298.000     | 5.984               | 0,670    |
| 12 - Atalaia do Norte                  | Amazonas           | 76355            | 13682                 | 0,17                            | 29.028.000     | 2 570               | ni       |
| 13 - Bagé                              | Rio Grande do Sul  | 4096             | 112550                | 27,47                           | 906.488.000    | 7.473               | 0,802    |
| 14 - Bandeirante                       | Santa Catarina     | 146              | 3028                  | 20,73                           | 21 423.000     | 7 546               | 0,765    |
| 15 - Barcelos                          | Amazonas           | 122476           | 24567                 | 0,20                            | 72.004.000     | 2.238               | ni       |
| 16 - Barra do Quaraí                   | Rio Grande do Sul  | 1056             | 3776                  | 3,57                            | 61.540.000     | 14 429              | 0,777    |
| 17 - Barracão                          | Paraná             | 164              | 9027                  | 55,04                           | 60.601.000     | 6.718               | 0,764    |
| 18 - Bela Vista                        | Mato Grosso do Sul | 4896             | 22868                 | 4,67                            | 132.870.000    | 5.676               | 0,755    |
| 19 - Belmonte                          | Santa Catarina     | 94               | 2681                  | 28,52                           | 21.670.000     | 9.954               | 0,759    |
| 20 - Benjamin Constant                 | Amazonas           | 8793             | 9268                  | 3,32                            | 82.120.000     | 3.135               | ni       |
| 21 - Bom Jesus do Sul                  | Paraná             | 174              | 3835                  | 22,04                           | 17.950.000     | 4.638               | 0,696    |
| 22 - Bonfim                            | Roraima            | 8095             | 10231                 | 1,26                            | 68.363.000     | 5. 414              | 0,654    |
| 23 - Brasiléia                         | Acre               | 4336             | 19065                 | 4,39                            | 117.525.000    | 6.632               | 0,669    |
| 24 - Cabixi                            | Rondônia           | 1314             | 6575                  | 5,00                            | 77.125.000     | 10.372              | 0,705    |
| 25 - Cáceres                           | Mato Grosso        | 24398            | 84175                 | 3,45                            | 596.654.000    | 6.700               | 0,737    |
| 26 - Capanema                          | Paraná             | 419              | 18103                 | 43,20                           | 180.519.000    | 10.297              | 0,803    |
| 27 - Capixaba                          | Acre               | 1713             | 8446                  | 4,93                            | 78.389.000     | 11.092              | 0,607    |
| 28 - Caracaraí                         | Roraima            | 47411            | 17981                 | 0,37                            | 100.885.000    | 5.685               | 0,702    |
| 29 - Caracol                           | Mato Grosso do Sul | 2939             | 5095                  | 1,73                            | 45.533.000     | 9.094               | 0,725    |
| 30 - Caroebe                           | Roraima            | 12066            | 7086                  | 0,58                            | 42.296.000     | 7.207               | 0,661    |
| 31 - Chuí                              | Rio Grande do Sul  | 203              | 5278                  | 26                              | 67.525.000     | 10.574              | 0,811    |
| 32 - Comodoro                          | Mato Grosso        | 21743            | 17939                 | 0,82                            | 169.919.000    | 9.010               | 0,724    |
| 33 - Coronel Sapucaia                  | Mato Grosso do Sul | 1029             | 13979                 | 13,58                           | 54.797.000     | 4.041               | 0,713    |
| 34 - Corumbá                           | Mato Grosso do Sul | 65.304           | 114.279               | 1,74                            | 1.557.253.000  | 13.234              | 0,771    |
| 35 - Costa Marques                     | Rondônia           | 12.722           | 13.664                | 1,07                            | 63.022.000     | 5.553               | ni       |
| 36 - Crissiumal                        | Rio Grande do Sul  | 362              | 14.726                | 40,67                           | 114.089.000    | 8.376               | 0,786    |
| 37 - Cruzeiro do Sul                   | Acre               | 7.925            | 73.948                | 9,33                            | 391.943.000    | 4.647               | 0,668    |
| 38 - Derrubadas                        | Rio Grande do Sul  | 361              | 3.378                 | 9,35                            | 22.816.000     | 7.046               | 0,759    |
| 39 - Dionísio Cerqueira                | Santa Catarina     | 378              | 14.792                | 39,13                           | 91.757.000     | 6.293               | 0,747    |
| 40 - Dom Pedrito                       | Rio Grande do Sul  | 5.192            | 38.148                | 7,34                            | 399.884.000    | 9.547               | 0,783    |
| 41 - Doutor Maurício Cardoso           | Rio Grande do Sul  | 256              | 5.494                 | 21,46                           | 44.112.000     | 7.635               | 0,765    |
| 42 - Entre Rios do Oeste               | Paraná             | 122              | 3.842                 | 31,49                           | 43.185.000     | 12.063              | 0,847    |
| 43 - Epitaciolândia                    | Acre               | 1.659            | 13.434                | 8,59                            | 88.164.000     | 6.397               | 0,684    |
| 44 - Esperança do Sul                  | Rio Grande do Sul  | 148              | 3.445                 | 23,27                           | 22.399.000     | 6.753               | 0,708    |
| 45 - Feijó                             | Acre               | 24.202           | 31.288                | 1,29                            | 144.977.000    | 3.791               | 0,541    |
| 46 - Foz do Iguaçu                     | Paraná             | 618              | 311.336               | 503,7                           | 4.853.331.000  | 16 102              | 0,802    |
| 47 - Garruchos                         | Rio Grande do Sul  | 800              | 3.457                 | 4,32                            | 142.976.000    | 35.798              | 0,715    |
| 48 - Guaíra                            | Paraná             | 561              | 28.683                | 51,12                           | 262.157.000    | 9.424               | 0,777    |
| 49 - Guajará                           | Amazonas           | 8.904            | 14.102                | 1,58                            | 36.564.000     | 3.030               | ni       |
| 50 - Guajará Mirim                     | Rondônia           | 24.856           | 39.451                | 1,58                            | 345.511.000    | 8.332               | 0,740    |
| 51 - Guaraciaba                        | Santa Catarina     | 331              | 10.604                | 32,03                           | 103.642.000    | 10.111              | ni       |
| 52 - Herval                            | Rio Grande do Sul  | 1.758            | 6.873                 | 3,90                            | 46.229.000     | 6.151               | 0,754    |
| 53 - Iracema                           | Roraima            | 14.119           | 5.863                 | 0,41                            | 46.735.000     | 7. 712              | 0,713    |
| 54 - Itaipulândia                      | Paraná             | 336              | 8.581                 | 25,53                           | 83.158.000     | 9.782               | 0,760    |
| 55 - Itapiranga                        | Santa Catarina     | 280              | 15.238                | 54,42                           | 298.682.000    | 22.447              | 0,832    |
| 56 - Itaqui                            | Rio Grande do Sul  | 3.404            | 36.361                | 10,68                           | 487.062.000    | 11.494              | 0,801    |
| 57 - Jaguarão                          | Rio Grande do Sul  | 2.054            | 27.944                | 13,60                           | 193.018.000    | 6.116               | 0,764    |
| 58 - Japorã                            | Mato Grosso do Sul | 420              | 7.362                 | 17,52                           | 23.976.000     | 3.350               | 0,636    |
| 59 - Japurá                            | Amazonas           | 55.791           | 5.281                 | 0,09                            | 27.100.000     | 2.080               | ni       |
| 60 - Jordão                            | Acre               | 5.429            | 6.059                 | 1,11                            | 23.805.000     | 5.138               | 0,475    |
| 61 - Laranjal do Jari                  | Amapá              | 30.966           | 37.491                | 1,21                            | 182.901.000    | 5.099               | ni       |
| 62 - Mâncio Lima                       | Acre               | 4.672            | 13.785                | 2,95                            | 49.705.000     | 3.899               | 0,642    |
| 63 - Manoel Urbano                     | Acre               | 9.387            | 7.148                 | 0,76                            | 31.268.000     | 4.095               | 0,601    |
| 64 - Marechal Rondon                   | Paraná             | 748              | 44.562                | 59,57                           | 632.818.000    | 14 155              | 0,829    |
| 65 - Marechal Thaumaturgo              | Acre               | 7.744            | 13.061                | 1,68                            | 37.645.000     | 4.452               | 0,533    |
| 66 - Mercedes                          | Paraná             | 201              | 4.713                 | 23,44                           | 54.480.000     | 11.210              | 0,816    |
| 67 - Mundo Novo                        | Mato Grosso do Sul | 479              | 15.968                | 33,33                           | 98.247.000     | 6.884               | 0,761    |
| 68 - Normandia                         | Roraima            | 6.967            | 7.118                 | 1,02                            | 51.071.000     | 9.573               | 0,600    |
| 69 - Novo Machado                      | Rio Grande do Sul  | 219              | 4.246                 | 19,38                           | 25.210.000     | 5.922               | 0,773    |
| 70 - Nova Mamoré                       | Rondônia           | 10.072           | 21.162                | 2,10                            | 124.538.000    | 6.388               | ni       |
| 71 - Óbidos                            | Pará               | 28.021           | 46.793                | 1,66                            | 138.489.000    | 2 820               | 0,681    |
| 72 - Oiapoque                          | Amapá              | 22.625           | 19.181                | 0,84                            | 143.244.000    | 8.828               | ni       |
| 73 - Oriximiná                         | Pará               | 107.603          | 55.175                | 0,51                            | 776.845.000    | 14.620              | 0,717    |
| 74 - Pacaraima                         | Roraima            | 8.028            | 8.640                 | 0,10                            | 60.608.000     | 7.378               | 0,718    |
| 75 - Paraíso                           | Santa Catarina     | 179              | 4.195                 | 23,43                           | 33.605.000     | 8.312               | 0,773    |
| 76 - Paranhos                          | Mato Grosso do Sul | 1.302            | 11.092                | 8,51                            | 43.703.000     | 4.094               | 0,676    |
| 77 - Pato Bragado                      | Paraná             | 135              | 4.631                 | 34,30                           | 41.697.000     | 9.542               | 0,821    |
| 78 - Pedras Altas                      | Rio Grande do Sul  | 1.377            | 2.546                 | 1,84                            | 27.829.000     | 10.135              | ni       |
| 79 - Pérola d'Oeste                    | Paraná             | 206              | 7.046                 | 34,20                           | 45.781.000     | 6.961               | 0,759    |
| 80 - Pimenteiras do Oeste              | Rondônia           | 6.015            | 2.358                 | 0,39                            | 37.163.000     | 14 201              | 0,715    |
| 81 - Pirapó                            | Rio Grande do Sul  | 292              | 2.988                 | 10,23                           | 17.960.000     | 5.879               | 0,720    |
| 82 - Plácido de Castro                 | Acre               | 2.047            | 17.258                | 8,43                            | 139.814.000    | 8.377               | 0,683    |
| 83 - Planalto                          | Paraná             | 346              | 13.649                | 39,44                           | 86.426.000     | 6.395               | 0,763    |
| 84 - Poconé                            | Mato Grosso        | 17.261           | 31.118                | 1,80                            | 155.511.000    | 4.961               | 0,679    |
| 85 - Ponta Porã                        | Mato Grosso do Sul | 5.329            | 72.207                | 13,54                           | 500.246.000    | 7.445               | 0,780    |
| 86 - Porto Esperidião                  | Mato Grosso        | 5.815            | 9.607                 | 1,65                            | 75.694.000     | 6 958               | 0,695    |
| 87 - Porto Lucena                      | Rio Grande do Sul  | 250              | 5.631                 | 22,52                           | 34.801.000     | 5 845               | 0,747    |
| 88 - Porto Mauá                        | Rio Grande do Sul  | 106              | 2.565                 | 24,19                           | 18.496.000     | 6 833               | 0,802    |
| 89 - Porto Murtinho                    | Mato Grosso do Sul | 17.735           | 14.861                | 0,83                            | 128.574.000    | 9 430               | 0,698    |
| 90 - Porto Velho                       | Rondônia           | 34.082           | 369.345               | 10,83                           | 3.656.512.000  | 9.779               | 0,763    |
| 91 - Porto Vera Cruz                   | Rio Grande do Sul  | 114              | 2.084                 | 18,28                           | 14.178.000     | 6.378               | 0,755    |
| 92 - Porto Walter                      | Acre               | 6.136            | 8.170                 | 1,33                            | 25.925.000     | 5.225               | 0,540    |
| 93 - Porto Xavier                      | Rio Grande do Sul  | 281              | 10.857                | 38,63                           | 71.337.000     | 6.285               | 0,762    |
| 94 - Pranchita                         | Paraná             | 226              | 5.811                 | 25,71                           | 57.331.000     | 10.120              | 0,803    |
| 95 - Princesa                          | Santa Catarina     | 86               | 2.604                 | 30,27                           | 18.803.000     | 7.709               | ni       |
| 96 - Quaraí                            | Rio Grande do Sul  | 3.148            | 22.552                | 7,16                            | 162.412.000    | 6 444               | 0,776    |
| 97 - Rodrigues Alves                   | Acre               | 3.305            | 12.428                | 3,76                            | 51.468.000     | 5.254               | 0,550    |
| 98 - Roque Gonzales                    | Rio Grande do Sul  | 347              | 7.297                 | 21,02                           | 54.655.000     | 7.626               | 0,749    |
| 99 - Santa Helena                      | Paraná             | 758              | 22.794                | 30,07                           | 219.973.000    | 10.226              | 0,799    |
| 100 - Santa Helena                     | Santa Catarina     | 81               | 2.437                 | 30,08                           | 165.449.000    | 14.812              | 0,787    |
| 101 - Santa Isabel do Rio Negro        | Amazonas           | 62.846           | 16.921                | 0,26                            | 24.231.000     | 3.181               | ni       |
| 102 - Santa Rosa do Purus              | Acre               | 5.981            | 3.948                 | 0,66                            | 15.321.000     | 4.513               | 0,525    |
| 103 - Santa Vitória do Palmar          | Rio Grande do Sul  | 5.244            | 31.183                | 5,94                            | 289.223.000    | 8.360               | 0,799    |
| 104 - Santana do Livramento            | Rio Grande do Sul  | 6.950            | 83.479                | 12,01                           | 598.387.000    | 6 138               | 0,803    |
| 105 - Santo Antônio do Içá             | Amazonas           | 12.308           | 29.249                | 2,37                            | 68.275.000     | 1.958               | ni       |
| 106 - Santo Antônio do Sudoeste        | Paraná             | 326              | 18.565                | 56,94                           | 92.521.000     | 5.101               | 0,715    |
| 107 - São Borja                        | Rio Grande do Sul  | 3.616            | 65.671                | 17,10                           | 596.804.000    | 8 862               | 0,798    |
| 108 - São Francisco do Guaporé         | Rondônia           | 4.747            | 15.710                | 3,30                            | 108.183.000    | 6 453               | ni       |
| 109 - São Gabriel da Cachoeira         | Amazonas           | 109.185          | 39.129                | 0,35                            | 111.093.000    | 3.261               | 0,567    |
| 110 - São José do Cedro                | Santa Catarina     | 280              | 13.699                | 48,92                           | 153.722.000    | 11.838              | 0,804    |
| 111 - São Miguel do Iguaçu             | Paraná             | 851              | 25.341                | 29,77                           | 297.300.000    | 11.065              | 0,779    |
| 112 - São Nicolau                      | Rio Grande do Sul  | 485              | 5.909                 | 12,18                           | 32.338.000     | 5.290               | 0,713    |
| 113 - Sena Madureira                   | Acre               | 25.278           | 34.230                | 1,35                            | 234.381.000    | 7 105               | 0,652    |
| 114 - Serranópolis do Iguaçu           | Paraná             | 484              | 4.327                 | 8,94                            | 52.876.000     | 10.635              | 0,796    |
| 115 - Sete Quedas                      | Mato Grosso do Sul | 826              | 10.659                | 12,90                           | 54.103.000     | 6.445               | 0,719    |
| 116 - Tabatinga                        | Amazonas           | 3.225            | 45.293                | 14,04                           | 116.755.000    | 2.655               | ni       |
| 117 - Tiradentes do Sul                | Rio Grande do Sul  | 234              | 6.928                 | 29,6                            | 42.926.000     | 6.577               | 0,746    |
| 118 - Tunápolis                        | Santa Cataria      | 133              | 4.650                 | 34,96                           | 40.845.000     | 9.420               | 0,821    |
| 119 - Uiramutã                         | Roraima            | 8.066            | 7.403                 | 0,91                            | 27.251.000     | 4.238               | 0,542    |
| 120 - Uruguaiana                       | Rio Grande do Sul  | 5.716            | 123.743               | 21,64                           | 1.187.038.000  | 8.798               | 0,788    |
| 121 - Vila Bela da Santíssima Trindade | Mato Grosso        | 13.631           | 13.886                | 1,01                            | 116.908.000    | 8.047               | 0,715    |
| 122 - Xapuri                           | Acre               | 5.251            | 14.314                | 2,72                            | 82.377.000     | 6.016               | 0,669    |

## Por Unidade da Federação/Região
Abaixo a tabela com os Estados e as regiões brasileiras indicando a quantidade de municípios fronteiriços por Estado. Os dez municípios bifronteiriços representam 8,2% do total. 
| UF                 | Quantidade com fronteira simples | Quantidade com dupla fronteira | % em relação ao total do Estado | % em relação ao total |
| ------------------ | -------------------------------- | ------------------------------ | ------------------------------- | --------------------- |
| Acre               | 16                               | 1 (5,88%)                      | 77,27% (4,54% bifronteiriço)    | 13,93%                |
| Amapá              | 1                                | 1 (50%)                        | 12,5% (6,25% bifronteiriço)     | 1,64%                 |
| Amazonas           | 7                                | 2 (22,22%)                     | 14,52% (3,22% bifronteiriços)   | 7,38%                 |
| Mato Grosso        | 5                                | —                              | 3,55%                           | 4,1%                  |
| Mato Grosso do Sul | 11                               | 1 (8,33%)                      | 15,19% (1,26% bifronteiriço)    | 9,84%                 |
| Pará               | 2                                | 1 (33,33%)                     | 2,08% (0,69% bifronteiriço)     | 2,46%                 |
| Paraná             | 16                               | 1 (5,88%)                      | 4,26% (0,25% bifronteiriço)     | 13,93%                |
| Rio Grande do Sul  | 27                               | 2 (6,9%)                       | 5,83% (0,4% bifronteiriços)     | 23,77%                |
| Rondônia           | 9                                | —                              | 17,31%                          | 7,38%                 |
| Roraima            | 8                                | 1 (11,11%)                     | 60% (6,67% bifronteiriço)       | 7,38%                 |
| Santa Catarina     | 10                               | —                              | 3,39%                           | 8,2%                  |

| Região       | Quantidade com fronteira simples | Quantidade com dupla fronteira | % em relação ao total |
| ------------ | -------------------------------- | ------------------------------ | --------------------- |
| Centro-Oeste | 16                               | 1 (6,25%)                      | 13,93%                |
| Norte        | 43                               | 6 (13,95)                      | 40,16%                |
| Sul          | 53                               | 3 (5,66%)                      | 45,9%                 |